# مصعب العتیبی
مصعب العتیبی (انگلیسی: Mosaab Al-Otaibi؛ زادهٔ ۳ مارس ۱۹۹۲) یک ورزشکار اهل عربستان سعودی است.
از باشگاه‌هایی که در آن بازی کرده‌است می‌توان به باشگاه فوتبال النصر عربستان سعودی اشاره کرد.